# 36Y busz (Pécs)
A pécsi 36Y jelzésű autóbusz a Belvárost és rókusdombi városrészt, illetve Bálicsot kötötte össze. A Főpályaudvartól indult, Zsolnay-szobor – Kórház tér útvonalon érte el a bálicsi fordulót, ahonnan a 37-es busz vonalán érkezett vissza a Főpályaudvarra. Mivel a vonalon igen meredek szakaszok és szűk utcán vannak, csak szóló busz közlekedett rajta.

## Útvonala
| Főpályaudvar – Kórház tér – Bálicstető: | Bálicstető - Kórház tér – Főpályaudvar: |
| --- | --- |
| Főpályaudvar, Indóház tér – Szabadság utca – Rákóczi út – Klimó György utca – Damjanich János utca – Jurisics Miklós utca – Angster József utca – Bálicsi út | Bálicsi út – Angster József utca – Jurisics Miklós utca – Damjanich János utcaKlimó György utca – Rákóczi út – Szabadság utca – Főpályaudvar, Indóház tér |

## Megállóhelyei
Az átszállási kapcsolatok között a 36-os jelzésű járat nincsen feltüntetve, amellyel útvonala Bálicstető felé megegyezik.
| 36Y (Főpályaudvar → Bálicstető → Főpályaudvar) |                         | |               |
| Perc (↓)                                       | Megállóhely             | Átszállási kapcsolatok a járat megszűnésekor | Létesítmények |
| 0                                              | Főpályaudvar végállomás | |               |
| 3                                              | Zsolnay-szobor          | 2, 2A, 3, 6, 13, 13Y, 14, 14Y, 15, 15A, 22, 23, 23Y, 24, 25, 26, 26Y, 27, 28, 30, 31, 32, 32Y, 34, 35, 35Y, 37, 38, 39, 40, 44, 71, 71Y, 72, 73, 73Y, 113, 122, 123, 123Y, 124, 130, 140, 155 |               |
| 4                                              | Kórház tér              | 2, 2A, 25, 26, 26Y, 27, 28, 30, 31, 32, 32Y, 34, 35, 35Y, 37, 44, 130, 155 |               |
| 6                                              | Barbakán                | 30, 30Y, 31, 32, 32Y, 34, 35, 35Y, 130, 155 |               |
| 10                                             | Szőlőskert              | 31, 32, 32Y |               |
| 10                                             | Jurisics Miklós utca    | 31, 32, 32Y |               |
| 11                                             | MTA-székház             | 31, 32, 32Y |               |
| 12                                             | Angster József utca     | 37 |               |
| 13                                             | Krisztián               | |               |
| 14                                             | Bálics                  | |               |
| 15                                             | Bálicstető              | |               |
| 16                                             | Bálics                  | |               |
| 17                                             | Krisztián               | |               |
| 18                                             | Angster József utca     | 37 |               |
| 19                                             | Donátusi út             | 37 |               |
| 21                                             | Gólya dűlő              | 37 |               |
| 22                                             | Lepke dűlő              | 37 |               |
| 23                                             | Donátus                 | 37 |               |
| 25                                             | Lepke dűlő              | 37 |               |
| 26                                             | Gólya dűlő              | 37 |               |
| 27                                             | Donátusi út             | 37 |               |
| 28                                             | Angster József utca     | 37 |               |
| 29                                             | Rodostó utca            | 37 |               |
| 30                                             | Gyermekkórház           | 37 |               |
| 32                                             | Sörfőzde                | 37 |               |
| 34                                             | Alkotmány utca          | 30, 30Y, 37, 55, 130, 155 |               |
| 35                                             | Barbakán                | 30, 30Y, 31, 32, 32Y, 34, 35, 35Y, 130, 155 |               |
| 36                                             | Kórház tér              | 2, 2A, 25, 26, 26Y, 27, 28, 30, 31, 32, 32Y, 34, 35, 35Y, 37, 44, 130, 155 |               |
| 37                                             | Zsolnay-szobor          | 2, 2A, 3, 6, 13, 13Y, 14, 14Y, 15, 15A, 22, 23, 23Y, 24, 25, 26, 26Y, 27, 28, 30, 31, 32, 32Y, 34, 35, 35Y, 37, 38, 39, 40, 44, 71, 71Y, 72, 73, 73Y, 113, 122, 123, 123Y, 124, 130, 140, 155 |               |
| 39                                             | Főpályaudvar végállomás | 3, 4, 4Y, 6, 13, 13Y, 14, 14Y, 15, 15A, 20, 30, 31, 32, 32Y, 33, 34, 35, 35Y, 37, 38, 39, 40, 41, 41Y, 42, 71, 71Y, 72, 73, 73Y, 104, 130, 130A, 140 Főpályaudvar                             |               |